# Sasha Jackson
Sasha Jackson, född 1 augusti 1988 i Old Windsor, Berkshire, är en brittisk skådespelerska. Hon har medverkat i ett flertal filmer och TV-serier, bland annat i CSI: Crime Scene Investigation och One Tree Hill. Hon har även synts som Stephanies gamla London-vän Shannon i avsnitt 5 av första säsongen av Netflixserien Huset fullt – igen (Fuller House).